# Hannibal Hamlin

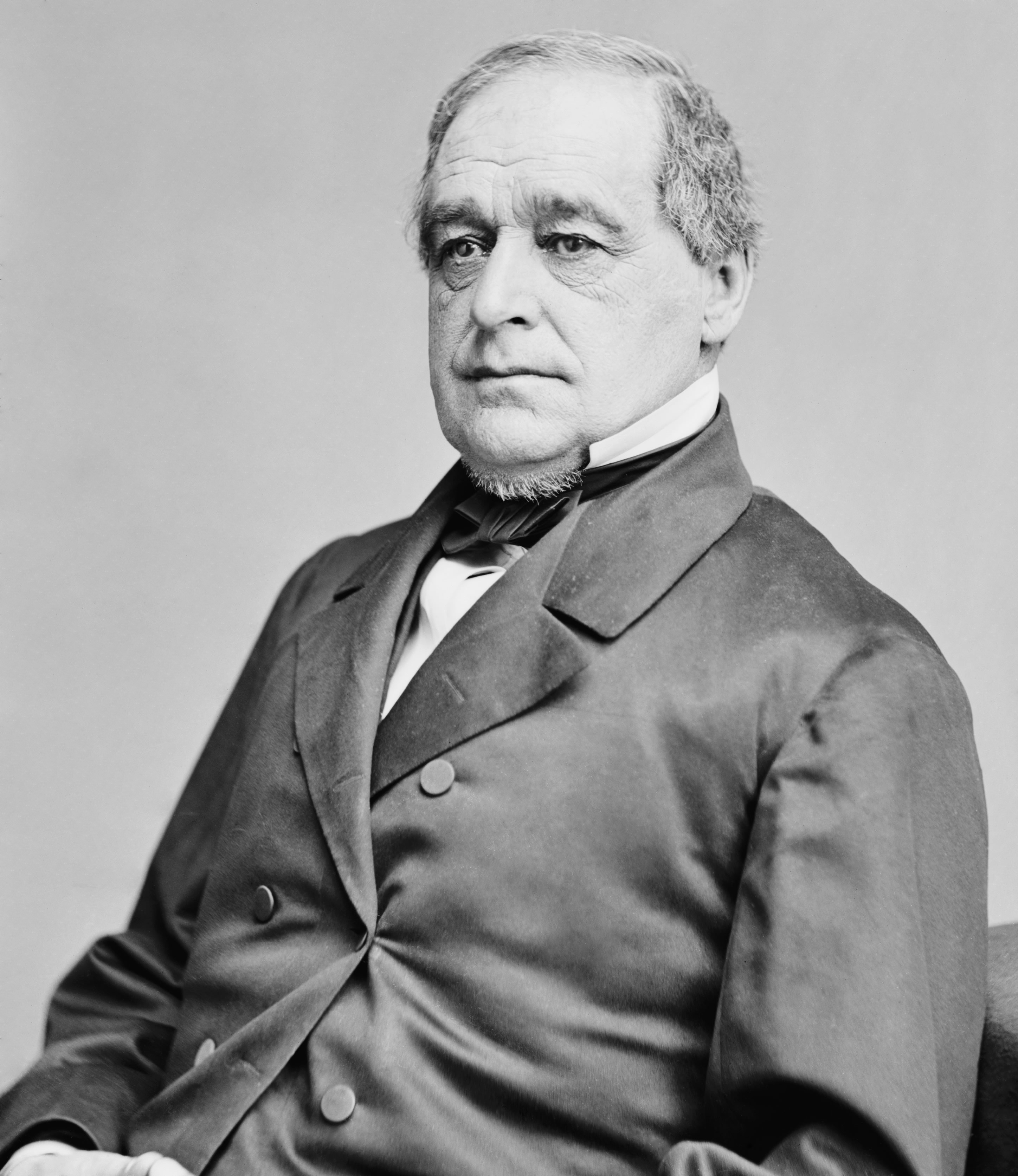
Hannibal Hamlin

Hannibal Hamlin (* 27. August 1809 in Paris, Massachusetts; † 4. Juli 1891 in Bangor, Maine) war ein US-amerikanischer Politiker. Er war Vizepräsident der Vereinigten Staaten in der ersten Amtszeit von Präsident Abraham Lincoln von 1861 bis 1865.

## Frühe Jahre und politischer Aufstieg
Der im heutigen Maine geborene Hannibal Hamlin besuchte die örtlichen Schulen seiner Heimat und die Hebron Academy. Nach einem Jurastudium wurde er 1833 als Rechtsanwalt zugelassen. Daraufhin begann er in Hampden in seinem neuen Beruf zu arbeiten.
Zwischen 1836 und 1840 war er Mitglied des Repräsentantenhauses von Maine. Ab 1837 war er als Nachfolger von Jonathan Cilley dessen Präsident (Speaker). Von 1843 bis 1847 saß er als Abgeordneter im US-Repräsentantenhaus. Im Jahr 1847 kehrte er kurzzeitig in das Parlament von Maine zurück, ehe er 1848 in den US-Senat gewählt wurde. Dort verblieb er bis 1857.
Ursprünglich Demokrat, der 1853 die Kandidatur Franklin Pierce’ unterstützt hatte, ging er nach deren Gründung zu den Republikanern über. Am 8. September 1856 wurde Hamlin als Kandidat seiner neuen Partei gegen Amtsinhaber Samuel Wells zum Gouverneur von Maine gewählt. Er trat sein Amt am 8. Januar 1857 an und gab es bereits am 25. Februar wieder ab, weil er erneut in den US-Senat gewählt worden war. Dort verblieb er bis 1861. Im November 1860 war er als Running Mate von Abraham Lincoln zum Vizepräsident gewählt worden; dieses Amt trat er am 4. März 1861 an.

## Vizepräsident der USA
In seine Zeit als Vizepräsident fiel der Amerikanische Bürgerkrieg. Er nahm aber auf die Politik der Nordstaaten keinen nennenswerten Einfluss und gehörte nicht einmal zum inneren Machtzirkel um Präsident Lincoln. Als sich der Sieg der Nordstaaten abzeichnete, entschied sich Lincoln, ihn bei der Präsidentschaftswahl 1864 durch Andrew Johnson zu ersetzen, der für die nationale Versöhnung geeigneter schien, da er sowohl Südstaatler als auch Unionist war. Hamlin schied Anfang März 1865 aus dem Amt, Andrew Johnson übernahm nach Lincolns Ermordung Mitte April das Präsidentenamt.

## Weiterer Lebenslauf
Zwischen 1865 und 1866 war Hamlin Leiter der Zollbehörde im Hafen von Boston, dann war er von 1869 bis 1881 erneut Mitglied des US-Senats. Von 1877 bis 1879 war er Vorsitzender des einflussreichen Senate Committee on Foreign Relations. Zwischen 1881 und 1882 war er als Nachfolger von Lucius Fairchild US-Gesandter in Spanien. Danach zog er sich aus der Politik zurück. Hannibal Hamlin verstarb am 4. Juli 1891 und wurde auf dem Mount Hope Cemetery in Bangor beigesetzt. Er war zweimal verheiratet, zunächst mit Sarah Hamlin und nach deren Tod 1855 mit deren Halbschwester Ellen Hamlin. Insgesamt hatte er sechs Kinder; sein Sohn Hannibal Emery Hamlin war später Maine Attorney General.